# Archiearis obscura
Archiearis obscura là một loài bướm đêm trong họ Geometridae.